# الجيل الثاني من لغات البرمجة
الجيل الثاني من لغات البرمجة هي وسيلة لتصنيف أجيال لغة التجميع. وضع هذا المصطلح ليوفر فاصلًا وتمييزًا بين لغة المستوى الأعلى من الجيل الثالث للغات البرمجة مثل كوبول واللغات القديمة من لغة الآلة. ويمكنك الجيل الثاني من لغات البرمجة الخواص التالية:
- يمكن قراءة وكتابة الكود من قبل المبرمج. ولكي تعمل على الحاسوب يجب أن تحول إلى لغة تفهمها الآلة، وهذه العملية تسمى تجميع.
- اللغة محددة الاستخدام لبيئة وعائلة معينة من المعالجات.

يستخدم هذا الجيل في بعض الأحيان مشغل محركات ونواة (kernels) الأجهزة. (كما تقوم بذلك لغة السي في نواة الأجهزة الحديثة)، لكن في أغلب الأحيان تستخدم في العمليات التي تحتاج إلى معالجة كثيفة مثل الألعاب، وتحرير الأفلام والفيديو، والتصميم والجرافكس.
أحد الطرق لإنتاج كود بهذه الطريقة عن طريق السماح للمترجم بتوليد نسخة من لغة تجميع للآلة لعملية معينة. ثم يتم تعديله يدوياً، وبذلك نكسب قوة خوارزمية الجهاز ووقدرات الإنسان الحدسية.